# Walter Günther (Reiter)
Walter „Bubi“ Günther (* 16. November 1921 in Hannover, Niedersachsen; † 10. Mai 1974) war ein deutscher Reiter und Trainer; 1963 deutscher Meister im Dressurreiten. Er war mit Maria Günther verheiratet.

## Leben
Günther war der Sohn von Walter Günther senior, einem Berufsreiter und Inhaber eines Reitbetriebes mit Schwerpunkt Springreiten. Schon vierjährig ritt er bei einer Kinderquadrille mit, was ihm den Spitznamen „Bubi“ einbrachte, den er sein Leben lang behielt. Er lernte bei Felix Bürkner und Otto Lörke, war im Pferdesport als Reiter vielseitig in allen drei olympischen Pferdesportdisziplinen aktiv.
Nach Kriegsende war er bei den in Menden im Sauerland stationierten Royal Horse Guards als Trainer tätig. Hier lernte er seine spätere Frau Maria kennen. Gemeinsam mit seiner Frau eröffnete er den Ausbildungsstall Greif in Hamburg. Das Ehepaar gewann, bisher als einziges Ehepaar, am gleichen Tag die Deutsche Meisterschaft in Dressur (Walter Günther auf Adjutant) und Springen (Maria Günter auf Sambesi).
Bis zu seinem plötzlichen Tod 1974 in Folge einer schweren Herzerkrankung mit Operation war Günther Bundestrainer der bundesdeutschen Dressurreiter.

## Sportliche Erfolge
- 1963 Berlin, Deutscher Meister in Dressur mit Adjutant
- 1971 Berlin, Vizemeister in der Dressur mit Macbeth und Silverdream

### Trainerkarriere
- Bundestrainer 1972 bei den Olympischen Sommerspielen

### Schüler
- Gabriela Grillo[6]
- Liselott Linsenhoff
- Josef Neckermann
- Herbert Rehbein[4]

## Deutsche Schulquadrille
Walter Günter war in den 1940er Jahren ein Reiter der deutschen Schulquadrille. Diese von wurde in der Heeres-Reitschule von 1940 bis 1943 beim Besuch prominenter Gäste vorgeführt. Bei den Olympischen Sommerspielen 1972 wurde die deutsche Schulquadrille wiederbelebt. Walter Günter war mit Partisan einer der zwölf Reiter.